# Альфонс Воннеберг
Альфонс Воннеберг (нім. Alfons Wonneberg, * 22 квітня 1927, Берлін — † 12 серпня 2013, Шенайхе) — східнонімецький джазовий музикант-аранжувальник, лідер гурту та викладач університету.

## Біографія
Воннеберг вивчив скрипку, акордеон, трубу, акордеон та тромбон у Берлінській міській консерваторії. Очолював IG Jazz .
У 1947 році він заснував свій перший оркестр, з яким грав джазову та танцювальну музику, а також йому дозволили виїхати за кордон. Часом він був редактором Song of Time.
У 1957 році він зробив перший запис на лейблі Amiga, коли аранжирував співачці Джорджі Мілтон (My Blue Heaven/Lover Man) зі своїм ансамблем.
Згодом він заснував оркестр Альфонса Воннеберга, з яким виступав у 48 країнах світу. Відома у майбутньому співачка Ніна Гаген в 1972 році там розпочала свою кар'єру. З 1976 року він очолював відділ танцю та музики в Музичній академії імені Ханса Ейслера в Берліні до виходу на пенсію. Потім він продовжував викладати історію джазу та аранжування до 2007 року.
У 1999 році Воннеберг заснував перший берлінський Uni-Big-Band (Uni Big Band Berlin des Collegium Musicum von FU und TU Berlin), яким керував протягом двох років.
Протягом свого життя Воннеберг написав сотні аранжувань для оркестрів. У 1959 році він отримав мистецьку премію НДР .